# Semiarundinaria densiflora
Semiarundinaria densiflora là một loài thực vật có hoa trong họ Hòa thảo. Loài này được (Rendle) T.H.Wen miêu tả khoa học đầu tiên năm 1989.